# Piedone
Piedone egy filmbéli karakter, egy olasz nyomozó, Rizzo felügyelő beceneve, Bud Spencer egyik leghíresebb szerepe. A „piedone” szó elsődleges jelentései: „nagy lábú, lapos talpú”, másodlagos, szleng jelentése: „rendőr, zsaru”. A Piedone-sorozat négy filmből áll, ezek rendezője Stefano Vanzina (1915–1988), azaz Steno volt.

## Jellemzése
Piedone polgári vezetékneve Rizzo – a filmben „Rizzo felügyelő”-nek szólítják –, a nápolyi rendőrség kábítószer-osztályán dolgozik. Gyakran öntörvényű módszerekkel végzi a dolgát. Fegyvert az előírás ellenére nem hord magánál, főleg öklével szerezve érvényt a törvénynek, emiatt többször keveredik nézeteltérésbe a feletteseivel. Rizzo felügyelő kollégája, állandó segítőtársa és több komikus jelenet forrása az esetlen Caputo főtörzs őrmester.
A pitiáner bűnözőket általában futni hagyja, viszont a kábítószercsempészekkel és terjesztőkkel szemben kíméletlen. A hagyományos nápolyi alvilág tagjai korrekt embernek tartják és tisztelik. Alkalmilag segítséget is igénybe vesz az alvilág határán mozgó személyektől, ilyenek Peppino a púpos besúgó és Gennarino a sokgyerekes pitiáner tolvaj. Alkalmilag három amerikai tengerész is segít neki, miután egyiküket megmentette a börtöntől vagy lelövéstől, annak kábítószer hatása alatti balhézása során.
Rizzo egy bérelt szobában lakik Nápoly óvárosában, egy csinos özvegyasszony lakásában. Saját családja nincs, az özvegy fiát saját gyerekeként szereti. A Piedone Hongkongban című film végén magához vesz egy elárvult japán gyereket, Yokót, aki a folytatásokban azonban már nem szerepel. A következő részben (Piedone Afrikában) egy Bodo nevű afrikai kisfiút vesz magához, aki később is vele marad.  
Rizzo nagyon erős, testes, szakállas, kissé túlsúlyos, többnyire világoskék inget visel. Igen jó étvágyú,  kedvence a spagetti, diétázni nem hajlandó. Cigarettázik, de arról szeretne leszokni, a cigaretták többnyire sikertelen kiadagolása Caputo főtörzs őrmester feladata. Kitűnő úszó. Rossz tulajdonsága, hogy hirtelen természetű, olykor könnyen eljár a keze.

## Filmek, amikben szerepelt
- Piedone, a zsaru, 1973
- Piedone Hongkongban, 1975
- Piedone Afrikában, 1978
- Piedone Egyiptomban, 1980

## Magyarországi hatása
Bujtor Istvánt (aki többek között ebben a szerepben is szinkronizálta Bud Spencert) Piedone figurája ihlette az Ötvös Csöpi-filmek készítésére.
A Dune Buggy című dal Kovács Kati által énekelt magyar feldolgozása a Piedone címet kapta, habár mind az eredeti, mind a magyar dalszöveg a Különben dühbe jövünkhöz kapcsolódik.
Király Levente Piedone nyomában címmel készített portréfilmet Bud Spencerről.